# Bujta repa
Bujta repa (estofado de nabo agrio o cerdo con nabos rallados en escabeche) es un plato nacional esloveno. Es un platillo propio de la zona de Prekmurje, la parte noreste de Eslovenia. La expresión bujta proviene de la forma verbal bujti (matar). El plato se disfrutaba originalmente en invierno luego de realizada la matanza de cerdos.
Se preparaba con partes grasas de la cabeza, el cuello y la piel del cerdo y nabos agrios. Era necesario que la bujta repa fuera grasosa y bien engordada. Había una regla según la cual no se debía ver salir vapor del plato. Creían que cuanto más frío era más grasoso. Ahora esta costumbre está fuera de práctica, ya que se usa menos manteca.

## Preparación
Los huesos de cerdo carnosos son hervidos en agua unos 30 minutos. Luego se agregan los nabos agrios rallados, las especias y se deja hervir a fuego lento. Se agregan granos de mijo cuando los nabos están tiernos. Cuando el mijo esta cocido, se prepara un roux brillante con cebolla picada y pimiento rojo en polvo. Se agrega agua fría y roux al mijo. Los frijoles (que deben cocinarse por separado) también se suelen agregar a la bujta repa.